# Міністерство освіти КНР
Міністерство освіти Китайської Народної Республіки є відділом на рівні кабінету при Державній раді, який відповідає за базову освіту, професійно-технічну освіту, вищу освіту та інші освітні питання по всій країні. Міністерство освіти також фінансує більшість національних державних університетів і коледжів Китаю. Міністерство також акредитує вищі навчальні заклади, навчальні програми та вчителів шкіл. Штаб-квартира знаходиться в Січен, Пекін.

## Історія
Міністерство освіти було одним із перших департаментів урядової адміністративної ради, створеним під час заснування Китайської Народної Республіки в жовтні 1949 року. Роботу міністерства контролювала створена тоді ж Культурно-освітня комісія. 19 жовтня письменник і поет Го Моруо був призначений директором комісії, а лінгвіст Ма Сюлун - першим міністром освіти КНР.